# 沙巴罕體育會
沙巴罕體育會，全名穆巴拉克钢铁塞帕罕体育俱乐部（波斯語：باشگاه فوتبال فولاد مبارکه ی سپاهان اصفهان），是伊朗伊斯法罕市的一个足球俱乐部。沙巴罕目前是伊朗实力最强的俱乐部之一，现在参加伊朗職業足球聯賽。

## 历史
1953年，俱乐部成立。2000年，伊朗穆巴拉克钢铁公司收购该球队，并冠名球队。

## 荣誉
- 伊朗職業足球聯賽

冠军(5): 2002–03, 2009–10, 2010–11, 2011–12, 2014–15
亚军(4): 2007–08, 2018–19, 2020–21, 2022–23
- 哈兹菲盃

冠军(5): 2003–04, 2005–06, 2006–07, 2012–13, 2023–24
- 亚洲冠军联赛

亚军(1): 2007